# Mariasun Landa
Mariasun Landa Etxebeste (Rentería, Guipúzcoa, 5 de junio de 1949) es una escritora española. La mayor parte de su producción literaria se ha desarrollado en lengua vasca en el ámbito de la literatura infantil y juvenil. Es una de las escritoras en lengua vasca más traducida a otros idiomas.

## Biografía
Tras finalizar sus estudios como asistente social, se trasladó a París para aprender francés como au pair y una vez dominado el idioma, cursar estudios superiores en la Sorbona, donde se licenció en Filosofía en 1973. Esta época, inmediatamente posterior a los acontecimientos de Mayo del 68 tuvo reflejo en retazos autobiográficos de su trabajo La fiesta en la habitación de al lado.  También es licenciada en Filosofía y Letras por la Universidad de Valencia.
A su regreso de Francia, comenzó a estudiar euskera, dado que no le fue transmitido en su entorno natural, a pesar de ser la lengua de su familia, debido a la situación sociolingüística imperante, con el uso de esta lengua perseguido por los vencedores de la guerra civil española.
A continuación ejerció como profesora de Educación Básica durante varios años, en Zarauz, donde era director el también escritor Anjel Lertxundi y en Lasarte-Oria. Fue precisamente la carencia de materiales en euskera para poder ejercer la docencia, lo que impulsó su actividad literaria. Después trabajó en el Servicio de Euskaldunización del Profesorado (IRALE-Gobierno Vasco). Finalmente, ha sido profesora titular de Didáctica de la Literatura en la Escuela Universitaria del Profesorado de Donostia (UPV / EHU).
A lo largo de su carrera literaria ha sido merecedora de numerosos reconocimientos y galardones, entre los que pueden destacarse el premio de mayor tradición en la literatura vasca: Premio Lizardi de Literatura Infantil en euskera con el cuento Txan Fantasma en 1982 y el Premio Euskadi de Literatura Infantil y Juvenil en 1991 con la obra Alex. Con Elefante corazón de pájaro fue seleccionada para la lista de los Mirlos Blancos del año 2001 que elabora la reconocida Biblioteca Internacional del Libro Infantil y Juvenil de Múnich.
En 2002 el Ayuntamiento de Tolosa le otorgó el Premio Antonio Mª Labaien por Krokodiloa ohe azpian
En el año 2003 ganó el Premio Nacional de Literatura Infantil y Juvenil del Ministerio de Cultura de España con la misma obra Un cocodrilo bajo la cama escrita originalmente en lengua vasca. Y también la misma obra le valió la mención honorífica en la Honour List of the IBBY (International Board on Books for Young People) en 2006. Previamente, otra obra suya, Iholdi, ya había sido acreditada en la misma lista en el año 1992. 
En 2004 la Asociación de Editores Vascos le otorgó el Premio Bustintza galardón otorgado a uno de los escritores con más ventas en la Feria del Libro y disco vasco de Durango. En ese mismo año de 2004 obtuvo la Medalla al Mérito Ciudadano otorgada por el Ayuntamiento de San Sebastián.
Desde 2007 es Miembro de número de Jakiunde, Academia de las Ciencias, las Artes y las Letras del País Vasco. 
La OEPLI (Organización Española para el Libro Infantil y Juvenil) la ha presentado como candidata del Premio Internacional Andersen (considerado el Nobel de la Literatura Infantil)en2008 otorgado por el IBBY. En las Elecciones literarias promovidas por la Federación de Ikastolas de Navarra, fue elegida como la autora más leída en la campaña JUUL a favor de la lectura de 2010 con el libro Festa aldameneko gelan, novela de corte autobiográfico, escrita originalmente en castellano bajo el título La fiesta en la habitación de al lado.
Las cinco asociaciones en lengua vasca' de Editoriales Vascas (EEEk, Euskal Editoreen Elkarteak), la Asociación de Escritores (EIEk, Euskal Idazleen Elkarteak), la de Traductores, Correctores e Intérpretes (EIZIEk, Euskal Itzultzaile, Zuzentzaile eta Interpretarien Elkarteak), la Asociación Profesional de Ilustradores de Euskadi (APIE-EIEP, Euskal Irudigileen Elkarte Profesionalak), así como la Asociación Galtzagorri de Literatura Infantil y Juvenil Vasca (Galtzagorri Euskal Haur eta Gazte Literatura Elkarteak), le otorgaron en 2011 el premio Dabilen Elea, en reconocimiento a su fructífera trayectoria en las letras vascas.
En 2014 recibió el Premio Eusko-Ikaskuntza Laboral-Kutxa de Humanidades, Cultura, Arte y Ciencias Sociales, por su contribución a la cultura vasca en el más amplio sentido, habiendo contribuido de manera efectiva al desarrollo cultural de Euskadi.
El Instituto Vasco Etxepare en 2015 dentro de la quinta edición del curso de la UPV/EHU Excellence in Basque Studies le rindió homenaje por ser la escritora en euskera cuya obra ha sido traducida a más lenguas.
El 11 de octubre de 2016 el Centro PEN de Galicia, destinado a homenajear desde la lengua y literatura gallegas las lenguas y sistemas literarios vecinos: hispano, vasco, catalán y portugués, concedió el Premio Rosalía de Castro a Mariasun Landa por su trayectoria profesional en euskera.

## Obras
Su actividad literaria principal se ha centrado en la narrativa infantil y juvenil en lengua vasca. También ha colaborado en numerosas revistas y periódicos del País Vasco, ha traducido al castellano algunos de sus propios trabajos y ha cultivado el ensayo, en relación a la literatura. Destaca por su condición de ser una de la autoras vascas más traducidas a otros idiomas: además de al castellano, catalán, gallego, a otras lenguas extranjeras: inglés, francés, alemán, griego, árabe, coreano albanés,...etc. Por esta razón, ha sido considerada, junto con Bernardo Atxaga la escritora vasca de mayor proyección internacional.
En relación a su estilo, a lo largo de su obra se ha destacado la continua exploración de técnias y estilos, desde el realismo mágico al minimalismo literario, destacando el uso del humor y la intensidad emocional de su narrativa. 
Utiliza la fantasía en la línea de autores como Gianni Rodari o Christine Nöstlinger y no renuncia a abordar temas de actualidad con un estilo sencillo, agradable y entretenido.

### Obra en Euskera
| Título original                          | Título de publicación                    | Año de publicación |
| ---------------------------------------- | ---------------------------------------- | ------------------ |
| Amets uhinak                             | Amets uhinak                             | 1982               |
| Kaskarintxo                              | Kaskarintxo                              | 1982               |
| Elisabete lehoi domatzailea              | Elisabete lehoi domatzailea              | 1983               |
| Joxepi dendaria                          | Joxepi dendaria                          | 1983               |
| Partxela                                 | Partxela                                 | 1984               |
| Txan fantasma                            | Txan fantasma                            | 1984               |
| Izar berdea                              | Izar berdea                              | 1985               |
| Aitonaren txalupan                       | Aitonaren txalupan                       | 1988               |
| Errusika                                 | Errusika                                 | 1988               |
| Iholdi                                   | Iholdi                                   | 1988               |
| Izeba txikia                             | Izeba txikia                             | 1988               |
| Maria eta aterkia                        | Maria eta aterkia                        | 1988               |
| Alex                                     | Alex                                     | 1990               |
| Irma                                     | Irma                                     | 1990               |
| Kleta bizikleta                          | Kleta bizikleta                          | 1990               |
| Potx                                     | Potx                                     | 1992               |
| Julieta, Romeo eta saguak                | Julieta, Romeo eta saguak                | 1994               |
| Nire eskua zurean                        | Nire eskua zurean                        | 1995               |
| Ahatetxoa eta sahats negartia            | Ahatetxoa eta sahats negartia            | 1997               |
| Katuak bakar-bakarrik sentitzen direnean | Katuak bakar-bakarrik sentitzen direnean | 1997               |
| Amona, zure Iholdi                       | Amona, zure Iholdi                       | 2000               |
| Sorgina eta maisua                       | Sorgina eta maisua                       | 2000               |
| Elefante txori-bihotza                   | Elefante txori-bihotza                   | 2001               |
| Galtzerdi suizida                        | Galtzerdi suizida                        | 2001               |
| Krokodiloa ohe azpian                    | Krokodiloa ohe azpian                    | 2002               |
| Marlene eta taxizapata                   | Marlene eta taxizapata                   | 2002               |
| Inurri bitxia                            | Inurri bitxia                            | 2004               |
| Marina                                   | Marina                                   | 2005               |
| Haginak eta hilobiak                     | Haginak eta hilobiak                     | 2005               |
| La fiesta en la habitación de al lado    | Festa aldameneko gelan                   | 2007               |
| Ipurtargiak paradisuan                   | Ipurtargiak paradisuan                   | 2010               |
| Aitonaren txalupan                       | Aitonaren txalupan                       | 2011               |
| Maitagarria eta desioa                   | Maitagarria eta desioa                   | 2012               |
| Marikanta eta inurriak                   | Marikanta eta inurriak                   | 2012               |
| Inurrien hiztegia                        | Inurrien hiztegia                        | 2013               |
| Elsa eta paradisua                       | Elsa eta paradisua                       | 2015               |
| Azken balada                             | Azken balada                             | 2016               |

### Obra en Castellano
| Título original                                    | Título de publicación                 | Año de publicación |
| -------------------------------------------------- | ------------------------------------- | ------------------ |
| La fiesta en la habitación de al lado              | La fiesta en la habitación de al lado | 2007               |
| El hada y el deseo (en A las buenas y a las malas) | El hada y el deseo                    | 2007               |
| Mosquitas muertas (en Historias del 8 de marzo)    | Mosquitas muertas                     | 2008               |
| El invierno de la cigarra Vanesa                   | El invierno de la cigarra Vanesa      | 2008               |
| Dos amigas y una pulga (en ATLANTICO)              | Dos amigas y una pulga (Irma)         | 2009               |
| Puertas y ventanas abiertas                        | Puertas y ventanas abiertas           | 2016               |

### Obra traducida al Castellano
| Título original                                           | Título en Castellano                        | Año de publicación |
| --------------------------------------------------------- | ------------------------------------------- | ------------------ |
| Joxepi dendaria                                           | La tienda de Pepa                           | 1983               |
| Txan fantasma                                             | Chan, el fantasma                           | 1984               |
| Izar berdea                                               | La estrella verde                           | 1985               |
| Aitonaren txalupan                                        | La barca de mi abuelo                       | 1988               |
| Irma                                                      | Irma                                        | 1990               |
| Maria eta aterkia                                         | María y el paraguas                         | 1990               |
| Errusika                                                  | La pulga Rusika                             | 1993               |
| Cuadernos secretos                                        | Cuadernos secretos                          | 1994               |
| Julieta, Romeo eta saguak                                 | Julieta, Romeo y los ratones                | 1994               |
| Kleta bizikleta                                           | Una bicicleta en huelga                     | 1995               |
| Katuak bakar-bakarrik sentitzen direnean                  | Cuando los gatos se sienten tan solos       | 1997               |
| Nire eskua zurean                                         | Mi mano en la tuya                          | 1998               |
| Sorgina eta maisua                                        | La bruja y el maestro                       | 2001               |
| Elefante txori-bihotza                                    | Elefante corazón de pájaro                  | 2001               |
| Marlene eta taxizapata                                    | Marlene y el taxizapato                     | 2002               |
| Kleta bizikleta                                           | Mi testaruda bicicleta                      | 2004               |
| Galtzerdi suizida                                         | El calcetín suicida                         | 2004               |
| Ahatetxoa eta sahats negartia                             | El patito y el sauce llorón                 | 2004               |
| Krokodiloa ohe azpian                                     | Un cocodrilo bajo la cama                   | 2004               |
| Inurri bitxia                                             | Una hormiga original                        | 2004               |
| Alex. Iholdi eta Izeba Txikia                             | Tres bichos raros (Álex, Iholdi eta Ainhoa) | 2006               |
| Iholdi (Amona zure Iholdi, Marina , Haginak eta hilobiak) | Los secretos de Iholdi                      | 2007               |
| Ipurtargiak paradisuan                                    | Luciérnagas en el paraíso                   | 2012               |
| Aitonaren txalupan                                        | La barca de mi abuelo                       | 2011               |
| Inurrien hiztegia                                         | Diccionario de hormigas                     | 2014               |
| Azken balada                                              | Mayi y Jakes: la última balada              | 2017               |

### Obra traducida al Catalán
| Título original                                           | Título en catalán                                                    | Año de publicación |
| --------------------------------------------------------- | -------------------------------------------------------------------- | ------------------ |
| Joxepi dendaria                                           | La botiga de la Pepa                                                 | 1984               |
| Txan fantasma                                             | Txan, el fantasma                                                    | 1984               |
| Izar berdea                                               | L'estrella verda                                                     | 1985               |
| Aitonaren txalupan                                        | La barca de l'avi                                                    | 1988               |
| Irma                                                      | Irma                                                                 | 1990               |
| Maria eta aterkia                                         | La Maria i el paraigua                                               | 1990               |
| Errusika                                                  | Russica                                                              | 1992               |
| Quaderns secrets                                          | Quaderns secrets                                                     | 1994               |
| Kleta bizikleta                                           | Una bicicleta en vaga                                                | 1995               |
| Katuak bakar-bakarrik sentitzen direnean                  | Quan els gats se senten molt sols ; Quan els gats se senten tan sols | 1998 ; 2000        |
| Sorgina eta maisua                                        | La bruixa i el mestre                                                | 2001               |
| Elefante txori-bihotza                                    | Un elefant amb cor d'ocell ; Elefant cor-d'ocell                     | 2001               |
| Nire eskua zurean                                         | Jo, me'n vaig                                                        | 2001               |
| Galtzerdi suizida                                         | El mitjó suicida                                                     | 2004               |
| Krokodiloa ohe azpian                                     | Un cocodril sota el llit                                             | 2004               |
| Inurri bitxia                                             | Una formiga original                                                 | 2004               |
| Kleta bizikleta                                           | Quina bicicleta més tossuda!                                         | 2005               |
| Ahatetxoa eta sahats negartia                             | L'anec i el salze                                                    | 2006               |
| Julieta, Romeo eta saguak                                 | Julieta, Romeo i els ratolins                                        | 2006               |
| Iholdi (Amona zure Iholdi, Marina , Haginak eta hilobiak) | Els secrets de la Iholdi                                             | 2006               |
| El invierno de la cigarra Vanesa                          | L'hivern de la cigala Vanessa                                        | 2008               |
| Ipurtargiak paradisuan                                    | Lluernes al paradís                                                  | 2011               |
| Joxepi dendaria                                           | La botiga de la Pepa                                                 | 2017               |

### Obra traducida al Gallego
| Título original                          | Título en gallego                 | Año de publicación |
| ---------------------------------------- | --------------------------------- | ------------------ |
| Joxepi dendaria                          | A tenda da Pepa                   | 1985               |
| Izar berdea                              | A estrela verde                   | 1985               |
| Aitonaren txalupan                       | O avó                             | 1988               |
| Irma                                     | Irma                              | 1990               |
| Nire eskua zurean                        | A miña man na túa                 | 1996               |
| Katuak bakar-bakarrik sentitzen direnean | Cuando os gatos se senten tan sós | 2000               |
| Elefante txori-bihotza                   | Elefante corazón de paxaro        | 2003               |
| Kleta bizikleta                          | A miña bicicleta testalana        | 2004               |
| Galtzerdi suizida                        | O carpín suicida                  | 2004               |
| Krokodiloa ohe azpian                    | Un crocodilo debaixo da cama      | 2004               |
| Inurri bitxia                            | Unha formiga orixinal             | 2004               |
| Txan fantasma                            | Chan, a pantasma                  | 2007               |

### Obra traducida al Aranés
| Título original    | Título en aranés      | Año de publicación |
| ------------------ | --------------------- | ------------------ |
| Izar berdea        | Era estela verda, era | 1985               |
| Aitonaren txalupan | Ena barca de pare     | 1988               |

### Obra traducida al Inglés
| Título original       | Título en inglés                       | Año de publicación |
| --------------------- | -------------------------------------- | ------------------ |
| Errusika              | The dancing Flea                       | 1996               |
| Txan fantasma         | Karmentxu and the little Ghost         | 1996               |
| Berri ona = Good news | Berri ona = Good news                  | 2003               |
| Inurri bitxia         | Una hormiga original = An original ant | 2004               |
| Izar berdea           | Izar berdea = The green star           | 2005               |

### Obra traducida al Francés
| Título original               | Título en francés          | Año de publicación |
| ----------------------------- | -------------------------- | ------------------ |
| Iholdiren sekretuak           | Les secrets d'Iholdi       | 1994               |
| Alex                          | Alex                       | 1996               |
| Iholdi                        | Iholdi                     | 1996               |
| Izeba txikia                  | La petite tante            | 1996               |
| Alex, Iholdi eta Izeba txikia | Iholdi et autres histories | 2001               |

### Obra traducida al Alemán
| Título original | Título en alemán     | Año de publicación |
| --------------- | -------------------- | ------------------ |
| Errusika        | Tanz, Russika, tanz! | 1988               |

### Obra traducida al Griego
| Título original | Título en Griego                                   | Año de publicación |
| --------------- | -------------------------------------------------- | ------------------ |
| Txan fantasma   | Tsan to fantasma: istories apo tin hora ton vaseon | 1989               |
| Joxepi dendaria | Josepi dendaria                                    | 1990               |

### Obra traducida al Bretón
| Título original        | Título en Bretón                              | Año de publicación |
| ---------------------- | --------------------------------------------- | ------------------ |
| Joxepi dendaria        | Stal Pepa                                     | 1993               |
| Izar berdea            | Ar steredenn wer                              | 1996               |
| Galtzerdi suizida      | Ma buhez berloerr                             | 2011               |
| Elefante txori-bihotza | Olifant kalon-evn                             | 20??               |
| Errusika               | Ar c'hwenenn a felle dezhi mont da gorollerez | 2014               |

### Obra traducida al Albanés
| Título original   | Título en Albanés | Año de publicación |
| ----------------- | ----------------- | ------------------ |
| Maria eta aterkia | Maria dhe çadra   | 1993               |

### Obra traducida al Árabe
| Título original           | Título en Árabe              | Año de publicación |
| ------------------------- | ---------------------------- | ------------------ |
| Marlene eta taxizapata    | Marlene y el taxizapato      | 2004               |
| Julieta, Romeo eta saguak | Julieta, Romeo y los ratones | 2004               |

### Obra traducida al Coreano
| Título original       | Título en Coreano           | Año de publicación |
| --------------------- | --------------------------- | ------------------ |
| Krokodiloa ohe azpian | The crocodile under the bed | 2004               |
| Errusika              | Rusika the Flea             | 2005               |

### Obra traducida al Ruso
| Título original       | Título en Ruso        | Año de publicación |
| --------------------- | --------------------- | ------------------ |
| Krokodiloa ohe azpian | Krokodil pod krovatiu | 2010               |

### Obra traducida al Esloveno
| Título original                          | Título en Esloveno    | Año de publicación |
| ---------------------------------------- | --------------------- | ------------------ |
| Elefante txori-bihotza                   | Slon Pticjesrcni      | 2010               |
| Krokodiloa ohe azpian                    | Krokodil pod posteljo | 2012               |
| Katuak bakar-bakarrik sentitzen direnean | Ko so macke tako same | 2013               |
| Nire eskua zurean                        | Moja roka v tvoji     | 2016               |

### Obra traducida al Esperanto
| Título original | Título en Esperanto | Año de publicación |
| --------------- | ------------------- | ------------------ |
| Txan fantasma   | Capulo la fantomo   | 2013               |

### Obra en colaboración traducida
| Título original      | Año de publicación |
| -------------------- | ------------------ |
| Dereitos da infancia | 2014               |

## Premios y méritos
- 1982, Premio Lizardi, por el libro Txan Fantasma.
- 1991, Premio Euskadi, en la modalidad de literatura infantil y juvenil por el libro Alex.
- 1992, incluida en la Lista de Honor de IBBY International Board on Books for Young People|IBBY, por el libro  Iholdi.[12]
- 2001, incluida en la Lista White Raven de Bibliotecas Infantiles y Juveniles de Múnich, por el libro Elefante txori-bihotza[13]
- 2002 el Ayuntamiento de Tolosa le otorgó el Premio Antonio Mª Labaien[14] por Krokodiloa ohe azpian, ilustrado por Antton Olariaga.
- 2003, Premio Nacional de Literatura Infantil y Juvenil de España, también por el trabajo Krokodiloa ohe azpian ilustrado por Arnal Ballester.
- 2004 La Asociación de Editores Vascos le otorgó el "Premio Bustintza" a uno de los escritores que más ha vendido en la XII Feria de Libro Vasco de Durango[15]
- 2004, Premio al Mérito Ciudadano del Ayuntamiento de San Sebastián[16]  y Medalla de la Ciudad de Renteria.
- 2007 Nombrada miembro de Jakiunde.[17]
- 2008. Nominación al premio Premio Hans Christian Andersen (considerado el Nobel de la Literatura Infantil)por parte de la OEPLI (Organización Española para el Libro Infantil y Juvenil)
- 2011 Premio Dabilen Elea de La Asociación Vasca de Editores (EEE), Euskal Idazleen Elkartea (EIE),  Asociación Vasca de Ilustradores (APIE-EIEP), y Asociación Vasca de traductores , correctores e intérpretes, (EIZIE) y Asociación Galtzagorri.[18]
- 2014 Premio Eusko Ikaskuntza-Laboral Kutxa de Humanidades, Cultura, Artes y Ciencias Sociales.[19]
- 2015  Homenaje del Instituto Vasco Etxepare dentro de la V edición del curso "Excellence in Basque Studies"  por ser la autora en euskera cuya obra ha sido traducida a más lenguas[20]
- 2016 Premio Rosalía de Castro de la Asociación de escritores PEN de Galicia de la Asociación de Escritores PEN de Galicia.[21]
- 2020 Premio Escritora Galega Universal 2020.[22]

## Premios 'MARIASUN LANDA'
Desde 2010, el ayuntamiento de Errentería convoca el concurso que lleva su nombre: Mariasun Landa. Con esta iniciativa recogida en el Plan para la Igualdad del ayuntamiento de Errentería, Mariasun encabeza con su nombre la entrega de premios, la finalidad es promover, reconocer y premiar aquellos escritos que recojan la aportación realizada por las mujeres al municipio en los diversos ámbitos sociales. Además se pretende dar visibilidad a los trabajos que la mayoría de las veces hacen las mujeres de manera anónima, ayudando de esta manera a completar la crónica municipal.
Los premios que se conceden son dos:
- Mirada femenina (se premia el mejor trabajo presentado por una mujer)
- Mirada a las mujeres (Se premia el mejor trabajo entre el resto de trabajos presentados)

Estos son los trabajos ganadores de los años anteriores:
- 2011. I. Premio a la mejor mirada a las mujeres: Iñigo Legorburu
- 2012. II. Premio a la mejor mirada a las mujeres: Maite Ruiz de Azúa
- 2012.  Premio a la mejor mirada de las mujeres: Karmele Mit xelena
- 2013. III.. Premio a la mejor mirada a las mujeres: Olatz Arozena Mujika
- 2013.  Premio a la mejor mirada de las mujeres: Goiatz Labandibar
- 2014. IV. Premio a la mejor mirada de las mujeres: Txaro Pérez
- 2015 V . Premio a la mejor mirada de las mujeres: Ainhoa Palomo Zabala
- 2015. Premio a la mejor mirada de las mujeres: Ander Oiarbide Ruiz de Azua
- 2016.VI. Premio a la mejor mirada de las mujeres: Miren Azkarate Badiola
- 2017. VII. Premio Mirada Femenina: Axun Ertzibengoa, por «Arantxa Erriondo, euskararen hauspo»
- 2018. VII. Premio Mirada a las mujeres: Iñigo Legorburu Arregi, por «Kontxi Urkijo, esperantzaren mezularia»
- 2019.  IX. Premio Mirada femenina: Eli Etxabeguren por  Errenteria herria, memoriaren alzheimer y Premio Mirada a las mujeres,Goiatz Labandibar, por Errenteriako Merkatua, emakumeen plaza.

## Cursos y encuentros
- 2017— La Federación de Gremios y Asociaciones del  Comercio Valenciana invita a Mariasun Landa a la Fiesta del otoño en el comercio en Manises (Valencia), con motivo de la reedición de su libro la tienda de Pepa, La botiga de la Pepa. (2017/11/04)[23] )[24]